# Imam Saheb
Imam Saheb is een stad in de provincie Kunduz, in het noorden van Afghanistan. De bevolking werd in 2006 geschat op 28.800 inwoners.